# Alan Littlejohn
Alan Littlejohn, geboren Albert John Alan Littlejohns (Highgate, 4 januari 1928 - 12 november 1996) was een Britse jazz-trompettist, bugelist en bandleider.
Littlejohn was geschoold  als accountant en speelde als muzikant op semi-professionele basis. In het begin van de jaren vijftig speelde hij kort bij Cy Laurie (1952), Eric Silk en (in Manchester) Ron Simpson. Vanaf 1955 leidde hij een groep waarmee hij in de Putney Jazz Club speelde en vanaf 1960 werkte hij in Chelsea. In 1963 leidde hij met Tony Milliner een groep, waarvan enige tijd bassist Dave Holland deel uitmaakte. De band speelde onder meer met Ellington-sidemen Cat Anderson en Jimmy Hamilton, met Bill Coleman en Peanuts Hucko. Later in de jaren zestig en in het begin van de jaren zeventig speelde hij bij verschillende groepen en in de periode 1973-1978 was hij actief bij Alvin Roy. Hierna had hij een band waarmee hij in een club in Oxford Street speelde. Vanaf augustus 1990 tot kort voor zijn overlijden werkte hij met Laurie Chescoe.

## Discografie
met Bill Coleman:
- A Smooth One: Live in Manchester May 1967, Jasmine Records, 2002